# Maurício nos Jogos Olímpicos de Verão de 1996
Maurício participou dos Jogos Olímpicos de Verão de 1996 em Atlanta, Estados Unidos. A delegação foi composta por 26 desportistas que competiram em seis esportes.

## Desempenho

### Atletismo
Masculino
| Atleta                                                            | Evento              | Eliminatórias | Eliminatórias | Quartas-de-final | Quartas-de-final | Semifinais  | Semifinais  | Final       | Final       |
| Atleta                                                            | Evento              | Res.          | Pos.          | Res.             | Pos.             | Res.        | Pos.        | Res.        | Pos.        |
| ----------------------------------------------------------------- | ------------------- | ------------- | ------------- | ---------------- | ---------------- | ----------- | ----------- | ----------- | ----------- |
| Barnabé Jolicoeur                                                 | 100 m               | 10.57         | 6º/bat. 2     | Não avançou      | Não avançou      | Não avançou | Não avançou | Não avançou | Não avançou |
| Judex Lefou                                                       | 110 m com barreiras | 14.69         | 8º/bat. 1     | Não avançou      | Não avançou      | Não avançou | Não avançou | Não avançou | Não avançou |
| Gilbert Hashan                                                    | 400 m com barreiras | 49.94         | 7º/bat. 1     |                  |                  | Não avançou | Não avançou | Não avançou | Não avançou |
| Arnaud Casquette Dominique Méyépa Bruno Potanah Barnabé Jolicoeur | Revezamento 4x100 m | 40.92         | 7º/bat. 1     |                  |                  | Não avançou | Não avançou | Não avançou | Não avançou |
| Gilbert Hashan Désiré Pierre-Louis Rudy Tirvengadum Éric Milazar  | Revezamento 4x400 m | 3:08.17       | 4º/bat. 4     |                  |                  | Não avançou | Não avançou | Não avançou | Não avançou |
| Ajay Chuttoo                                                      | Maratona            |               |               |                  |                  |             |             | 2:42:07     | 103º        |
| Khemraj Naïko                                                     | Salto em altura     | 2,20 m        | 24º           |                  |                  |             |             | Não avançou | Não avançou |
| Kersley Gardenne                                                  | Salto com vara      | NM            | NM            |                  |                  |             |             | Não avançou | Não avançou |

### Badminton
Masculino
| Atleta                            | Evento  | Fase de 64             | Fase de 32                          | Fase de 16             | Quartas                | Semifinais             | Final                  | Final       |
| Atleta                            | Evento  | Adversário e resultado | Adversário e resultado              | Adversário e resultado | Adversário e resultado | Adversário e resultado | Adversário e resultado | Pos.        |
| --------------------------------- | ------- | ---------------------- | ----------------------------------- | ---------------------- | ---------------------- | ---------------------- | ---------------------- | ----------- |
| Stephan Beeharry                  | Simples | JPN F. Machida D 0–2   | Não avançou                         | Não avançou            | Não avançou            | Não avançou            | Não avançou            | Não avançou |
| Édouard Clarisse                  | Simples | TPE Liu E-H. D 0–2     | Não avançou                         | Não avançou            | Não avançou            | Não avançou            | Não avançou            | Não avançou |
| Édouard Clarisse Stephan Beeharry | Duplas  |                        | AUS P. Staight – P. Blackburn D 0–2 | Não avançou            | Não avançou            | Não avançou            | Não avançou            | Não avançou |

Feminino
| Atleta                                     | Evento  | Fase de 64             | Fase de 32                      | Fase de 16             | Quartas                | Semifinais             | Final                  | Final       |
| Atleta                                     | Evento  | Adversário e resultado | Adversário e resultado          | Adversário e resultado | Adversário e resultado | Adversário e resultado | Adversário e resultado | Pos.        |
| ------------------------------------------ | ------- | ---------------------- | ------------------------------- | ---------------------- | ---------------------- | ---------------------- | ---------------------- | ----------- |
| Marie-Josephe Jean-Pierre                  | Simples | JPN H. Mizui D 0–2     | Não avançou                     | Não avançou            | Não avançou            | Não avançou            | Não avançou            | Não avançou |
| Martine de Souza                           | Simples | SUI S. Wibowo D 1–2    | Não avançou                     | Não avançou            | Não avançou            | Não avançou            | Não avançou            | Não avançou |
| Marie-Josephe Jean-Pierre Martine de Souza | Duplas  |                        | GER K. Schmidt – K. Ubben D 0–2 | Não avançou            | Não avançou            | Não avançou            | Não avançou            | Não avançou |

Misto
| Atleta                                     | Evento | Fase de 64             | Fase de 32                           | Fase de 16             | Quartas                | Semifinais             | Final                  | Final       |
| Atleta                                     | Evento | Adversário e resultado | Adversário e resultado               | Adversário e resultado | Adversário e resultado | Adversário e resultado | Adversário e resultado | Pos.        |
| ------------------------------------------ | ------ | ---------------------- | ------------------------------------ | ---------------------- | ---------------------- | ---------------------- | ---------------------- | ----------- |
| Marie-Josephe Jean-Pierre Édouard Clarisse | Duplas |                        | SWE A. Crabo – J-E. Antonsson D 0–2  | Não avançou            | Não avançou            | Não avançou            | Não avançou            | Não avançou |
| Martine de Souza Stephan Beeharry          | Duplas |                        | DEN H. Kirkegaard – J. Eriksen D 0–2 | Não avançou            | Não avançou            | Não avançou            | Não avançou            | Não avançou |

### Boxe
| Atleta        | Peso  | Fase de 32             | Oitavas de final       | Quartas de final       | Semifinais             | Final                  | Final |
| Atleta        | Peso  | Adversário e resultado | Adversário e resultado | Adversário e resultado | Adversário e resultado | Adversário e resultado | Pos.  |
| ------------- | ----- | ---------------------- | ---------------------- | ---------------------- | ---------------------- | ---------------------- | ----- |
| Richard Sunee | Mosca | RUS A. Pakeyev D 1–8   | Não avançou            | Não avançou            | Não avançou            | Não avançou            | =17º  |
| Steve Naraina | Galo  | DOM J. Nolasco D 14–18 | Não avançou            | Não avançou            | Não avançou            | Não avançou            | =17º  |
| Josian Lebon  | Pena  | TUR S. Yağlı V 9–8     | ARG P. Chacón D 7–14   | Não avançou            | Não avançou            | Não avançou            | =9º   |

### Halterofilismo
Masculino
| Atleta                   | Categoria  | Arranque | Arranque | Arremesso | Arremesso | Total | Total |
| Atleta                   | Categoria  | Kg       | Pos.     | Kg        | Pos.      | Kg    | Pos.  |
| ------------------------ | ---------- | -------- | -------- | --------- | --------- | ----- | ----- |
| Gino Soupprayen Padiatty | Até 54 kg  | 95,0     | 21º      | 105,0     | 21º       | 200,0 | 21º   |
| Shirish Rummun           | Até 108 kg | 132,5    | 20º      | 155,0     | 18º       | 287,5 | 18º   |

### Judô
Masculino
| Atleta           | Categoria | Pos. |
| ---------------- | --------- | ---- |
| Antonio Felicité | -95 kg    | =9º  |

Feminino
| Atleta                  | Categoria | Pos. |
| ----------------------- | --------- | ---- |
| Priscilla Cherry        | -66 kg    | =14º |
| Marie Michele St. Louis | -72 kg    | =13º |

### Natação
Masculino
| Atleta            | Evento      | Eliminatórias | Eliminatórias | Final       | Final       |
| Atleta            | Evento      | Res.          | Pos.          | Res.        | Pos.        |
| ----------------- | ----------- | ------------- | ------------- | ----------- | ----------- |
| Bernard Desmarais | 100 m peito | 1:09.05       | 43º           | Não avançou | Não avançou |

Feminino
| Atleta       | Evento     | Eliminatórias | Eliminatórias | Final       | Final       |
| Atleta       | Evento     | Res.          | Pos.          | Res.        | Pos.        |
| ------------ | ---------- | ------------- | ------------- | ----------- | ----------- |
| Ingrid Louis | 50 m livre | 29.56         | 53º           | Não avançou | Não avançou |

Legenda
| Recorde mundial      | Recorde mundial (World record)               |                       | Recorde africano                      | Recorde africano (African) |                                           | Q | Classificado por posição (Qualified) |
| Recorde olímpico     | Recorde olímpico (Olympic record)            | Recorde da América    | Recorde da América (Americas)         | q                          | Classificado por melhor tempo (Qualified) |   |                                      |
| Melhor marca do ano  | Melhor marca do ano (World leading)          | Recorde asiático      | Recorde asiático (Asian)              | DNS                        | Não largou (Did not start)                |   |                                      |
| Recorde nacional     | Recorde nacional (National record)           | Recorde europeu       | Recorde europeu (European)            | DNF                        | Não terminou (Did not finish)             |   |                                      |
| Recorde pessoal      | Recorde pessoal do atleta (Personal best)    | Recorde da Oceania    | Recorde da Oceania (Oceania)          | DSQ / DQ                   | Desclassificado (Disqualified)            |   |                                      |
| Recorde da temporada | Recorde da temporada do atleta (Season best) | Recorde sul-americano | Recorde sul-americano (South America) | NM                         | Sem marca (No mark)                       |   |                                      |